# 于讷河畔萨布隆
于讷河畔萨布隆（法語：Sablons sur Huisne，法語發音：[sablɔ̃ syʁ ɥin]）是法国奥恩省的一个市镇，属于莫尔塔涅欧佩什区。该市镇于2016年由原市镇孔多、于讷河畔孔代和库隆日莱萨布隆合并而成，行政中心位于于讷河畔孔代。

## 地理
于讷河畔萨布隆（48°22'50"N, 0°51'1"E）面积52.36 平方千米，位于法国诺曼底大区奧恩省，该省份为法国西北部内陆省份，北起顺时针与卡爾瓦多斯省、厄尔省、厄尔-卢瓦省、萨尔特省、马耶讷省和芒什省接壤。
与于讷河畔萨布隆接壤的市镇（或旧市镇、城区）包括：布勒通塞勒、圣日耳曼德格鲁瓦、阿尔西斯、韦里耶尔、圣皮埃尔-拉布吕耶尔、诺让勒罗特鲁、马罗勒莱比、圣维克托德比通。
于讷河畔萨布隆的时区为UTC+01:00、UTC+02:00（夏令时）。

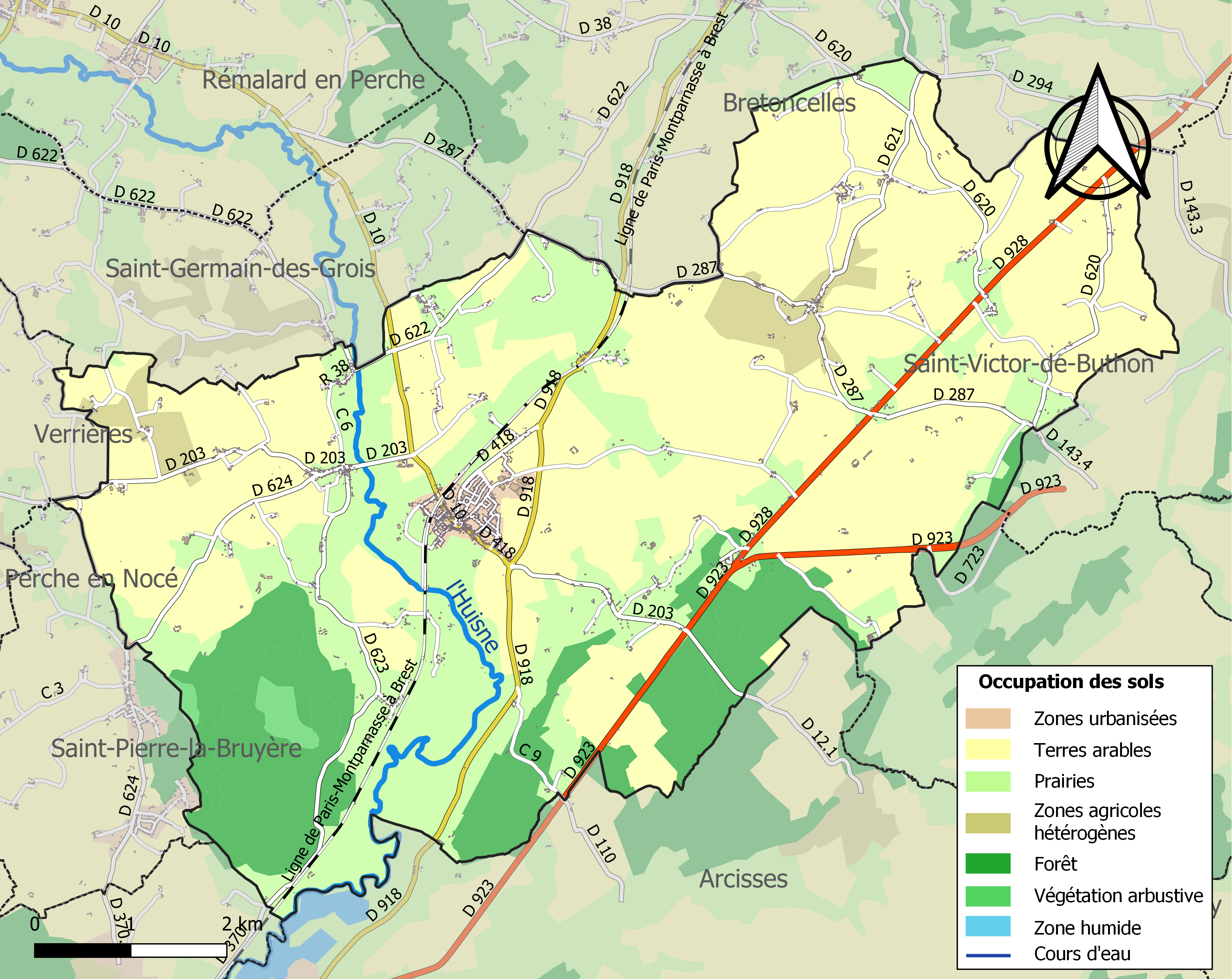
于讷河畔萨布隆的OSM定位图

## 行政
于讷河畔萨布隆的邮政编码为61110，INSEE市镇编码为61116。

## 政治
于讷河畔萨布隆所属的省级选区为布勒通塞勒县。

## 人口
于讷河畔萨布隆于2022年1月1日时的人口数量为1983人。